# Alex Buttazzoni
Alex Buttazzoni (San Daniele del Friuli, Udine, Friül - Venècia Júlia, 11 de març de 1985) és un ciclista italià, professional des del 2004. Combina el ciclisme en pista, amb la carretera.

## Palmarès en ruta
- 2009
  - Vencedor de 2 etapes a la Volta a Romania
- 2010
  - Vencedor d'una etapa a la Volta a Romania

## Palmarès en pista
- 2008
  -  Campió d'Itàlia de Persecució per equips
  -  Campió d'Itàlia en Puntuació
  -  Campió d'Itàlia en Madison (amb Jacopo Guarnieri)
- 2009
  -  Campió d'Itàlia en Madison (amb Angelo Ciccone)
- 2010
  -  Campió d'Itàlia de Persecució per equips
  -  Campió d'Itàlia en Scratch
- 2013
  -  Campió d'Itàlia de Persecució per equips
  -  Campió d'Itàlia en Scratch
- 2014
  -  Campió d'Itàlia en Scratch
  - 1r als Sis dies de Fiorenzuola d'Arda, amb Marco Coledan
- 2015
  - 1r als Sis dies de Fiorenzuola d'Arda, amb Elia Viviani